# Coppa di Francia 1969-1970
L'edizione 1969-1970 della Coppa di Francia è stata la cinquantatreesima edizione della coppa nazionale di calcio francese.
Vide la vittoria finale del Saint-Étienne.

## Risultati

### Spareggi trentaduesimi
| Squadra 1    | Risultato | Squadra 2              |
| ------------ | --------- | ---------------------- |
| Metz         | 1 - 0     | CS Pierrots Strasbourg |
| Mazargues    | 2 - 1     | Douarnenez             |
| Valenciennes | 1 - 0     | Quevilly-Rouen         |

### Sedicesimi di finale
| Squadra 1        | Risultato | Squadra 2                       |
| ---------------- | --------- | ------------------------------- |
| Nantes           | 2 - 1     | Strasburgo                      |
| Angers           | 2 - 1     | Albigeoise                      |
| Valenciennes     | 2 - 1     | Gueugnon                        |
| Tolone           | 2 - 1     | Rouen                           |
| Saint-Étienne    | 4 - 2     | Grenoble                        |
| Rennes           | 3 - 2     | Sochaux                         |
| SC Neuilly       | 1 - 0     | Red Star                        |
| Nîmes            | 7 - 0     | Stade Poitevin                  |
| Nizza            | 1 - 0     | Bordeaux                        |
| Metz             | 3 - 2     | Sedan                           |
| Olympique Lione  | 3 - 0     | RS Champigny-sur-Marne-Coeuilly |
| Limoges          | 1 - 0     | Annecy                          |
| Le Mans          | 3 - 1     | Stade Reims                     |
| Baumes-les-Dames | 1 - 1     | Mazargues                       |
| Bastia           | 2 - 1     | Mantes-la-Ville                 |
| Arles            | 2 - 1     | Niort                           |

### Spareggi sedicesimi
| Squadra 1        | Risultato | Squadra 2 |
| ---------------- | --------- | --------- |
| Baumes-les-Dames | 1 - 0     | Mazargues |

### Ottavi di finale
| Squadra 1       | Totale | Squadra 2       | Andata | Ritorno |
| --------------- | ------ | --------------- | ------ | ------- |
| Rennes          | 4 - 3  | Olympique Lione | 3 - 2  | 1 - 1   |
| Nîmes           | 2 - 2  | Saint-Étienne   | 1 - 0  | 1 - 2   |
| Angers          | 3 - 3  | Bastia          | 2 - 0  | 1 - 3   |
| Tolone          | 2 - 2  | Valenciennes    | 2 - 0  | 0 - 2   |
| Nizza           | 2 - 2  | Metz            | 2 - 1  | 0 - 1   |
| Le Mans         | 0 - 6  | Nantes          | 0 - 4  | 0 - 2   |
| Arles           | 0 - 5  | Limoges         | 0 - 1  | 0 - 4   |
| Baume-les-Dames | 2 - 4  | SC Neuilly      | 1 - 2  | 1 - 2   |

### Spareggi ottavi
| Squadra 1     | Risultato | Squadra 2 |
| ------------- | --------- | --------- |
| Saint-Étienne | 2 - 0     | Nîmes     |
| Angers        | 3 - 1     | Bastia    |
| Valenciennes  | 1 - 0     | Tolone    |
| Metz          | 1 - 0     | Nizza     |

### Quarti di finale
| Squadra 1  | Totale | Squadra 2     | Andata | Ritorno |
| ---------- | ------ | ------------- | ------ | ------- |
| Angers     | 2 - 4  | Nantes        | 2 - 2  | 0 - 2   |
| Metz       | 1 - 6  | Saint-Étienne | 1 - 1  | 0 - 5   |
| Rennes     | 7 - 1  | Limoges       | 3 - 1  | 4 - 0   |
| SC Neuilly | 2 - 2  | Valenciennes  | 2 - 1  | 0 - 1   |

### Spareggio quarti
| Squadra 1    | Risultato | Squadra 2  |
| ------------ | --------- | ---------- |
| Valenciennes | 2 - 1     | SC Neuilly |

### Semifinali
| Squadra 1     | Totale | Squadra 2    | Andata | Ritorno |
| ------------- | ------ | ------------ | ------ | ------- |
| Nantes        | 2 - 0  | Valenciennes | 2 - 0  | 0 - 0   |
| Saint-Étienne | 2 - 1  | Rennes       | 1 - 0  | 1 - 1   |

### Finale
| Arbitro: | Robert Héliès |

| |            | |
| Parizon 25’ Bereta 40’ Herbin 51’ Revelli 74’, 87’ | Marcatori  | |
| Georges Carnus Vladimir Durković Robert Herbin Bernard Bosquier Georges Polny Jean-Michel Larqué Aimé Jacquet Patrick Parizon Hervé Revelli Salif Keïta Georges Bereta | Formazioni | Jean-Michel Fouché Jean-Claude Osman Vincent Estève Roger Lemerre Gabriel De Michèle Georges Eo (poi Claude Arribas) Michel Pech - Bernard Blanchet Philippe Gondet Henri Michel Philippe Levavasseur |
| Albert Batteux | Allenatori | José Arribas |